# Skellefteå buss
Skellefteå buss AB, tidigare Skelleftebuss AB, är ett helägt kommunalt bussbolag tillhörigt Skellefteå kommun. Bolaget bildades 1974, efter en sammanslagning av tre bussbolag.
Förutom att marknadsmässigt utföra kollektivtrafik, har Skellefteå buss i uppdrag att utföra lokaltrafik med buss i Skellefteå tätort utan ekonomisk ersättning från kommunen.
Under maj 2010 lämnade Konkurrensverket in en stämningsansökan mot Skelleftebuss. Konkurrensverket anser att "företaget genom sin närvaro på marknaden har hindrat andra bussbolag från att verka och växa på marknaden för beställningstrafik", vilket strider emot stadgarna för kommunala och offentliga företag. Den 12 juli 2013 i Stockholms tingsrätt fick bussbolaget ett domslut som förbjuder Skelleftebuss AB att bedriva beställningstrafik, där andra än kommunen är beställare. I slutet av juli meddelande Skellefteå Stadshus AB att de inte skulle överklaga tingsrättens dom.